# Friedrich Ellendt
Friedrich Theodor Ellendt, född den 6 januari 1796 i Kolberg, död den 11 maj 1855< i Eisleben, var en tysk skolman. Han var bror till Johann Ernst Ellendt.
Ellendt blev 1825 extra ordinarie professor i fornkunskap vid universitetet i Königsberg och sedermera rektor vid gymnasiet i Eisleben. Ellendt utgav en mängd pedagogiska och filosofiska skrifter, bland annat en latinsk läsebok (1826; tolfte upplagan 1852) och Lateinische Grammatik für untere Classen (1838; 21:a upplagan, i bearbetning av Seyffert, 1880), som båda, i översättningar och bearbetningar (av J.A. Dahlström och N. Ehrnberg med flera), varit mycket använda i svenska skolor.